# نعامة عربية
النعامة السوريّة أو النعامة العربية أو النعامة الشرق أوسطية هي نوع منقرض فرعي من جنس النعامة وكانت تعيش سابقاً في شبه الجزيرة العربية وفي الشرق الأدنى. ويتضح أن مداها كان كبيراً في العصور قبل التاريخية، ولكن مع جفاف الجزيرة العربية، اختفى النعام من المناطق الصحراوية الغير قابلة للعيش فيها، كمنطقة الربع الخالي. ويبدو أن هذه الطيور كان لها تجمعان اثنين، أحدهما جنوب شرق الجزيرة العربية وهو تجمع صغير، والأخر -وهو الكبير- على حدود التقاء المملكة العربية السعودية، والأردن، العراق، وسوريا وفي فلسطين، حيث شوهدت هذه النعامة لآخر مرة عام 1918 م في صحراء النقب. واتجاهاً إلى سيناء، واحتمال تداخل الأجناس العربية مع الشمال الأفريقية في العصور الأولى. وهي على هذه الهيئة؛ فاحتمال، أن تكون الإناث أخف وزناً وأقل تلويناً، والطريقة الوحيدة لتمييز بين النعام العربي والسوري وهو الحجم الصغير للأخير، مع تداخل هامشي: الكاحل 390-465مم طول في السوري 450-530 مم طول في العربي.
النعامة العربية كان لها مكانة مهمة في حضارات المنطقة، ففي بلاد الرافدين كان بمثابة ذبيحة حيوانية وشارك في الرسومات الفنية، ورسم على الأكواب وغيرها، والأشياء المصنوعة من النعامة أو البيض، وتوجر بها في اتروريا خلال الفترة الأشورية الحديثة.
النظرة اليهودية لهذا النعام لم يكن بذاك التفضيل، فحقيقة أن النعامة الأنثى تترك بيوضها بدون حراسة، جعلها تصنف ويمثل بها كأم سيئة في سفر أيوب وفي سفر مراثي إرميا ومن الواضح أن النعام كان من الحيوانات المحرمة لأنها غير نظيفة ولانها من الحيوانات المحرمة في سفر اللاويين.
وفي العصور الرومانية، كانت تستخدم هذه النعامات في ألعاب الاصطياد (ڤيناتيو) والطبخ. وهذه النعامات كانت تأتي من شمال أفريقيا فضلاً عن الشرق الأوسط، وبما أن الجنس قليل في المنطقة القريبة من الأمبراطورية الرومانية (الشرق الأدنى) فهي إذا لم تلاحظ في الأخير، وريشة النعامة العربية كانت تعبر خامة فخمة من خامات القبعات النسائية في ذلك العصر، وهي خامة أهم من الخامات التي تأتي من شمال أفريقيا.
بعد ظهور الإسلام، كانت خامات النعام العربي تمثل الثروة والأناقة، وأصبح صيد النعام هواية رائجة للأغنياء والنبلاء، وهي حلال إذا ذبحت على الطريقة الإسلامية. وكانت تصنع من ريشها وجلدها الأعمال اليدوية. وانتقلت الأعمال اليدوية المصنوعة من خامات النعام وتصدير النعام حياً حتى إلى الصين. رجل من سلالة تانج قال عن هذا النعام: «له من الطول 4 تشي؛ رقبته قوية، ويمكن للناس أن يمتطوا ظهره...».
والدارسون الإسلاميون صنفوا عنه للخلفاء العباسيون، كزكريا القزويني في كتابه عجائب المخلوقات وغرائب الموجودات، كتاب الحيوان للجاحظ، لسان العرب لإبن المنظور.

## النعام في الجزيرة العربية
عرف العرب في شبه الجزيرة العربية النعام حيث ورد اسم (الظَّلِيمُ) وهو ذكر النَّعَام، والجمع: (ظُلْمان). ويتميز الظليم بقوته وسرعته، والظليم ينتابه سلوك عدواني وميل للهجوم خصوصا في فترة التزاوج.
كانت اسراب النعام تعيش في المناطق الرملية والشعاب من الجزيرة العربية ولعل وجود كسر البيض في مناطق رمال الربع الخالي وعروق سبيع والنفود يعطي مؤشرات على أماكن عيشها في السابق قبل أن تنقرض تماماً، وذلك بسبب الاستهلاك المفرط في كل بيض النعام، ولقد ذكر لورنس في كتابه أعمدة الحكمة السبعة أنه بينما كانوا يسيرون صوب سهل البسيطاء «شمال غرب الجوف، السعودية» شاهد زوبعة صغيرة من الغبار اثارتها طيور النعام واحضر رجل منهم بيضتين ضخمتين للنعام وتناولوها على الإفطار.

## النعام في الشعر العربي
ذكر اسم النعام في الأشعار المتقدمة التي واكبت وجود هذا الطائر حيث يرد ذكر اسمه في وصف وقد أورد الشعراء ذكره في الركايب من الأبل والراحلة السريعة. ، 
قال الشيخ عايد الهذيلي البقمي
القصيدة المشهورة:-
ياراكب ثنتين مثل القوايد
مثل النعام الربد وان حق راعيه
تسرح من الثمدين والنشر قايد
والصبح ضلع هذيل سبارهن فيه
ودي بهم منفوق حمرا تحايد
وبالكف مسلوب على كف راميه
تلفي ولدعمي صبي الوكايد
كم راس مرقاب ورى النشر يبديه
أبا ليا ما قيل ياهل العوايد
امضي مع ربعي مع اللي مضو فيه
- يقول الشاعر

- ويقول الشاعر تركي بن حميد